# Giải Oscar lần thứ 85
Lễ trao giải Oscar lần thứ 85 được tổ chức bởi Viện Hàn lâm Khoa học và Nghệ thuật Điện ảnh Hoa Kỳ (Academy of Motion Picture Arts and Sciences - AMPAS) nhằm tôn vinh những phim xuất sắc nhất công chiếu trong năm 2012 của điện ảnh Hoa Kỳ diễn ra vào tối Chủ nhật, 24 tháng 2 năm 2013 tại nhà hát Dolby số 6801 đường Hollywood thuộc khu Hollywood, thành phố Los Angeles, quận Los Angeles, tiểu bang California, Hoa Kỳ. Seth MacFarlane lần đầu đảm nhiệm giới thiệu chương trình. Đệ Nhất phu nhân Michelle Obama là người công bố phim chiến thắng ở hạng mục Phim hay nhất tại Nhà trắng. Kênh truyền hình chính thức ABC với số người theo dõi lúc 8 giờ tối lên tới 42,4 triệu đã đạt kỷ lục số người xem đông nhất kể từ sau giải lần thứ 76 năm 2004.
Bộ phim Life of Pi của đạo diễn Lý An đoạt 4 giải thưởng trong số 11 đề cử. Phim Lincoln của đạo diễn Steven Spielberg với 12 đề cử là phim có nhiều đề cử nhất. Argo của đạo diễn Ben Affleck và Những người khốn khổ (phim 2012) của đạo diễn Tom Hooper đồng đoạt ba giải. Tử địa Skyfall lần đầu tiên rinh giải Oscar với phần thưởng giọng hát chính trao cho Adele Laurie Blue Adkins với Paul Epworth và biên tập âm thanh cho Per Hallberg cùng Karen Baker Landers.

## Đề cử và giành giải thưởng

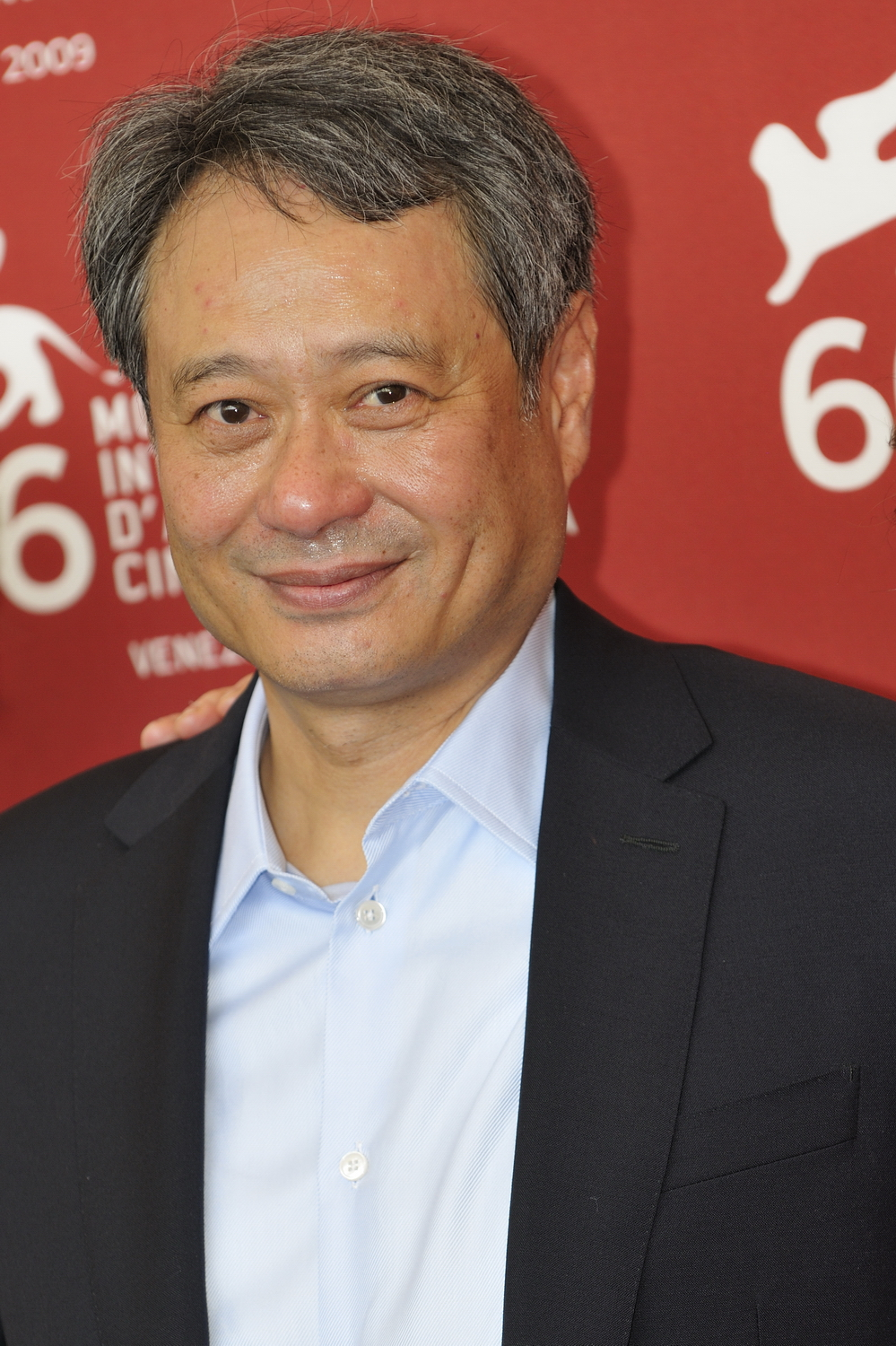
Ang Lee, Đạo diễn xuất sắc nhất

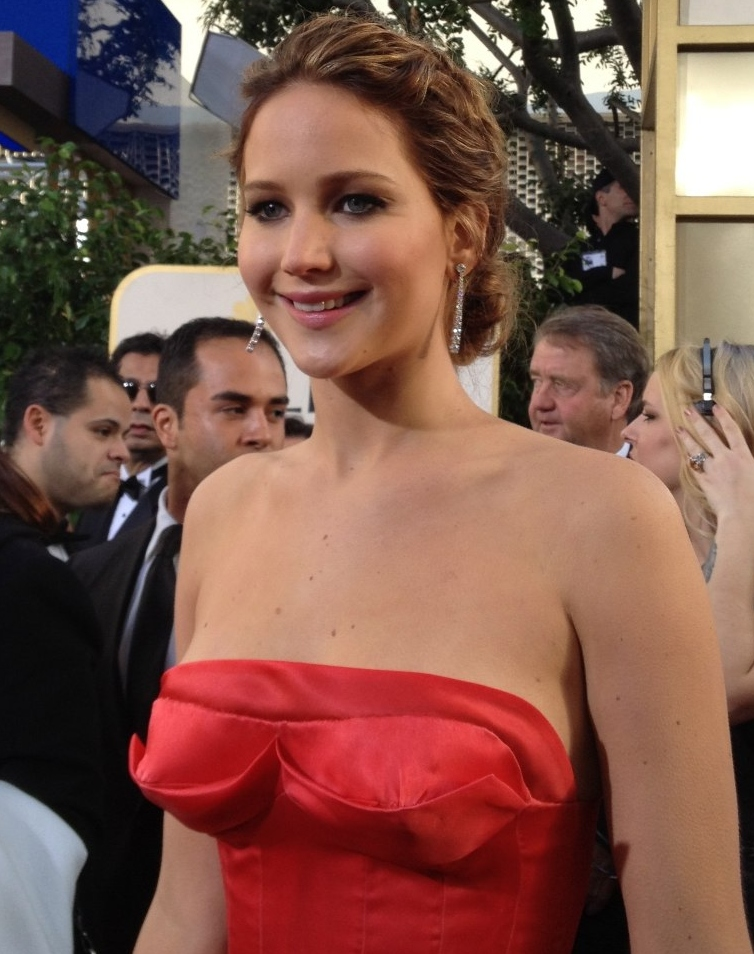
Jennifer Lawrence, Nữ diễn viên chính xuất sắc nhất

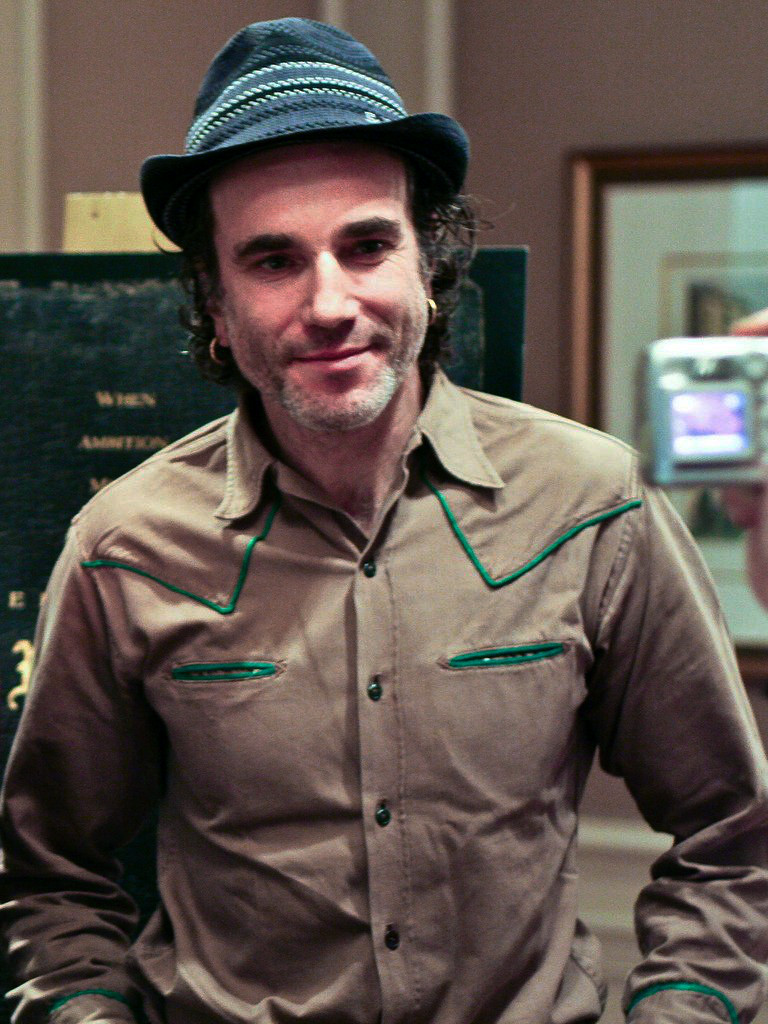
Daniel Day-Lewis, Nam diễn viên chính xuất sắc nhất

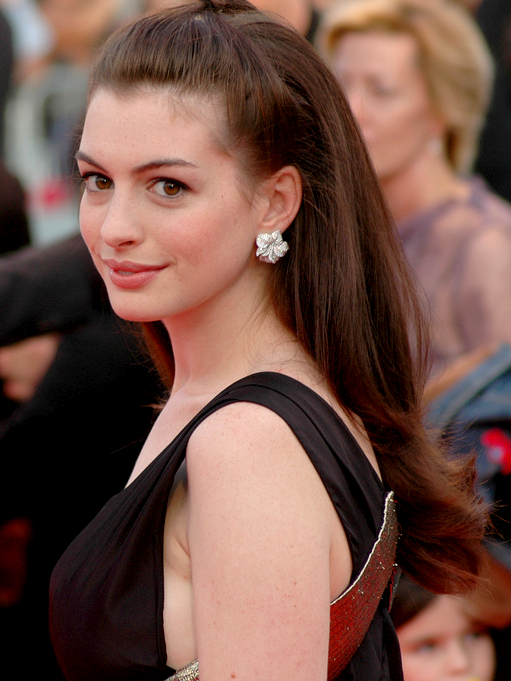
Anne Hathaway, Nữ diễn viên phụ xuất sắc nhất

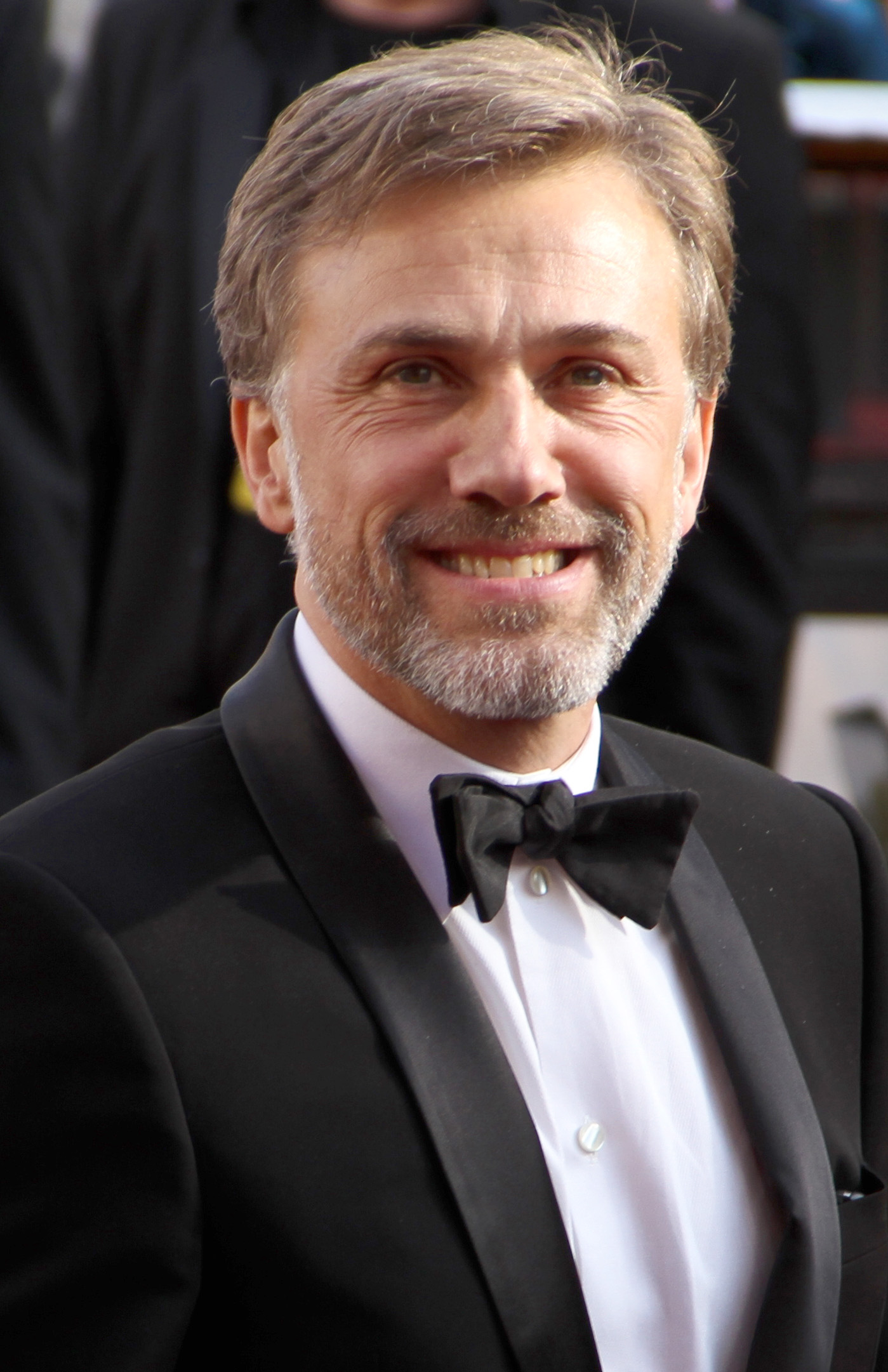
Christoph Waltz, Nam diễn viên phụ xuất sắc nhất

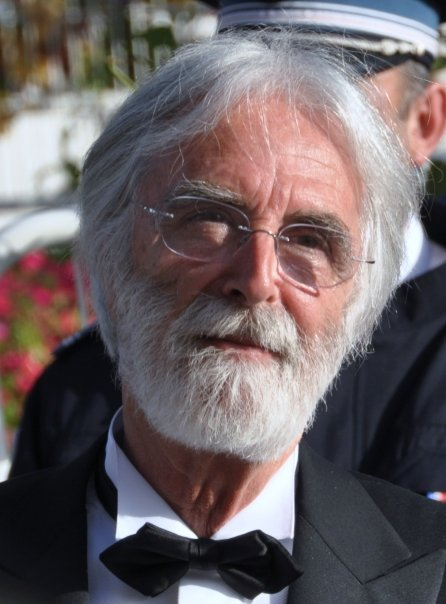
Michael Haneke, Phim nước ngoài hay nhất

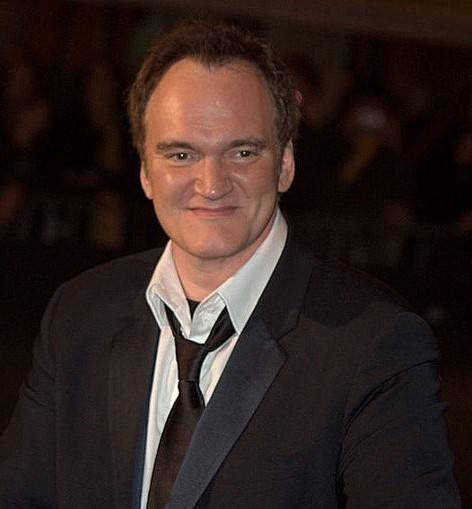
Quentin Tarantino, Kịch bản gốc xuất sắc nhất

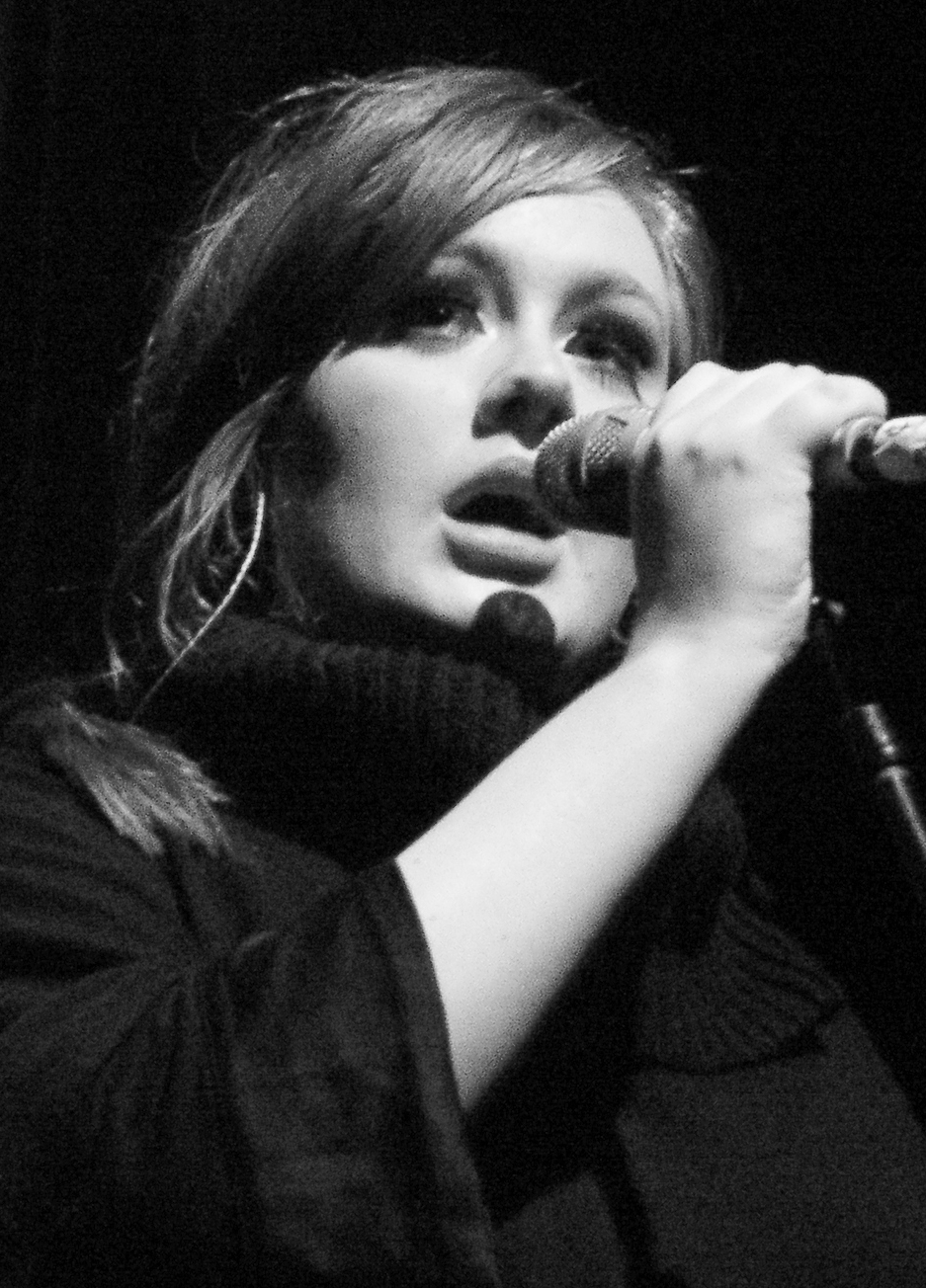
Adele, Bài hát trong phim hay nhất

Người dẫn chương trình của lễ trao giải Oscar 85 Seth MacFarlane và nữ diễn viên Emma Stone đã công bố các đề cử vào lúc 05:30 PST (13:30 UTC) (8:30 EST) sáng ngày 10 tháng 1 năm 2013 tại Nhà hát Samuel Goldwyn ở Beverly Hills, California. Đây là lần đầu tiên kể từ năm 1973 người dẫn chương trình lễ trao giải kiêm luôn việc công bố các đề cử của giải thưởng.
Bộ phim nhận được nhiều đề cử nhất là Lincoln với mười hai giải và kế đó là Cuộc đời của Pi với mười một giải.

### Các giải thưởng
Người và phim thắng giải được in đậm.
| Phim hay nhất - Argo – Grant Heslov, Ben Affleck và George Clooney - Amour – Margaret Menegoz, Stefan Arndt, Veit Heiduschka, và Michael Katz - Beasts of the Southern Wild – Dan Janvey, Josh Penn và Michael Gottwald - Django Unchained – Stacey Sher, Reginald Hudlin, và Pilar Savone - Les Misérables – Tim Bevan, Eric Fellner, Debra Hayward, và Cameron Mackintosh - Life of Pi – Gil Netter, Lý An và David Womark - Lincoln – Steven Spielberg và Kathleen Kennedy - Silver Linings Playbook – Donna Gigliotti, Bruce Cohen, và Jonathan Gordon - Zero Dark Thirty – Mark Boal, Kathryn Bigelow, và Megan Ellison | Đạo diễn xuất sắc nhất - Lý An – Life of Pi - Michael Haneke – Amour - David O. Russell – Silver Linings Playbook - Steven Spielberg – Lincoln - Benh Zeitlin – Beasts of the Southern Wild |
| Nam diễn viên chính xuất sắc nhất - Daniel Day-Lewis – Lincoln trong vai Abraham Lincoln - Bradley Cooper – Silver Linings Playbook trong vai Patrick "Pat Jr." Solitano - Hugh Jackman – Les Misérables trong vai Jean Valjean - Joaquin Phoenix – The Master trong vai Freddie Quell - Denzel Washington – Flight trong vai William "Whip" Whitaker | Nữ diễn viên chính xuất sắc nhất - Jennifer Lawrence – Silver Linings Playbook trong vai Tiffany Maxwell - Jessica Chastain – Zero Dark Thirty trong vai Maya - Emmanuelle Riva – Amour trong vai Anne Laurent - Quvenzhané Wallis – Beasts of the Southern Wild trong vai Hushpuppy - Naomi Watts – The Impossible trong vai Maria Bennett |
| Nam diễn viên phụ xuất sắc nhất - Christoph Waltz – Django Unchained trong vai Dr. King Schultz - Alan Arkin – Argo trong vai Lester Siegel - Robert De Niro – Silver Linings Playbook trong vai Patrizio "Pat Sr," Solitano - Philip Seymour Hoffman – The Master trong vai Lancaster Dodd - Tommy Lee Jones – Lincoln trong vai Thaddeus Stevens | Nữ diễn viên phụ xuất sắc nhất - Anne Hathaway – Les Misérables trong vai Fantine - Amy Adams – The Master trong vai Peggy Dodd - Sally Field – Lincoln trong vai Mary Todd Lincoln - Helen Hunt – The Sessions trong vai Cheryl Cohen-Greene - Jacki Weaver – Silver Linings Playbook trong vai Dolores Solitano |
| Kịch bản gốc xuất sắc nhất - Django Unchained – Quentin Tarantino - Amour – Michael Haneke - Flight – John Gatins - Moonrise Kingdom – Wes Anderson và Roman Coppola - Zero Dark Thirty – Mark Boal | Kịch bản chuyển thể xuất sắc nhất - Argo – Chris Terrio lấy từ The Master of Disguise tác giả Antonio J. Mendez & The Great Escape tác giả Joshuah Bearman - Beasts of the Southern Wild – Lucy Alibar và Benh Zeitlin lấy từ Juicy and Delicious tác giả Lucy Alibar - Life of Pi – David Magee lấy từ Life of Pi tác giả Yann Martel - Lincoln – Tony Kushner lấy từ Team of Rivals: The Political Genius of Abraham Lincoln tác giả Doris Kearns Goodwin - Silver Linings Playbook – David O. Russell lấy từ The Silver Linings Playbook tác giả Matthew Quick |
| Phim hoạt hình hay nhất - Brave – Mark Andrews và Brenda Chapman - Frankenweenie – Tim Burton - ParaNorman – Sam Fell và Chris Butler - The Pirates! Band of Misfits – Peter Lord - Wreck-It Ralph – Rich Moore | Phim ngoại ngữ hay nhất - Amour bằng Tiếng Pháp – Michael Haneke - Kon-Tiki bằng Tiếng Anh và Tiếng Na Uy – Joachim Rønning và Espen Sandberg - No bằng Tiếng Tây Ban Nha – Pablo Larraín - A Royal Affair bằng Tiếng Đan Mạch – Nikolaj Arcel - War Witch bằng Tiếng Pháp – Kim Nguyen |
| Phim tài liệu xuất sắc nhất - Searching for Sugar Man – Malik Bendjelloul và Simon Chinn - 5 Broken Cameras – Emad Burnat và Guy Davidi - The Gatekeepers – Dror Moreh, Philippa Kowarsky, và Estelle Fialon - How to Survive a Plague – David France và Howard Gertler - The Invisible War – Kirby Dick và Amy Ziering | Phim tài liệu ngắn xuất sắc nhất - Inocente – Sean Fine và Andrea Nix Fine - Kings Point – Sari Gilman và Jedd Wider - Mondays at Racine – Cynthia Wade và Robin Honan - Open Heart – Kief Davidson và Cori Shepherd Stern - Redemption (phim tài liệu) – Jon Alpert và Matthew O'Neill |
| Phim ngắn hay nhất - Curfew – Shawn Christensen - Asad – Bryan Buckley và Mino Jarjoura - Buzkashi Boys – Sam French và Ariel Nasr - Death of a Shadow (Dood Van Een Schaduw) – Tom Van Avermaet và Ellen De Waele - Henry – Yan England | Phim hoạt hình ngắn hay nhất - Paperman – John Kahrs - Adam and Dog – Minkyu Lee - Fresh Guacamole – PES - Head over Heels – Timothy Reckart và Fodhla Cronin O'Reilly - The Longest Daycare – David Silverman |
| Nhạc phim hay nhất - Life of Pi – Mychael Danna - Anna Karenina – Dario Marianelli - Argo – Alexandre Desplat - Lincoln – John Williams - Skyfall – Thomas Newman | Bài hát trong phim hay nhất - "Skyfall" - Skyfall – Adele Adkins và Paul Epworth - "Before My Time" - Chasing Ice – J. Ralph - "Everybody Needs a Best Friend" - Ted – Walter Murphy và Seth MacFarlane - "Pi's Lullaby" - Life of Pi – Mychael Danna và Bombay Jayashri - "Suddenly" - Les Misérables – Claude-Michel Schönberg, Herbert Kretzmer, và Alain Boublil |
| Biên tập âm thanh xuất sắc nhất - Skyfall – Per Hallberg và Karen Baker Landers1 - Zero Dark Thirty – Paul N. J. Ottosson1 - Argo – Erik Aadahl và Ethan Van der Ryn - Django Unchained – Wylie Stateman - Life of Pi – Eugene Gearty và Philip Stockton | Âm thanh xuất sắc nhất - Les Misérables – Andy Nelson, Mark Paterson, và Simon Hayes - Argo – John Reitz, Gregg Rudloff, và Jose Antonio Garcia - Life of Pi – Ron Bartlett, D. M. Hemphill, và Drew Kunin - Lincoln – Andy Nelson, Gary Rydstrom, và Ronald Judkins - Skyfall – Scott Millan, Greg P. Russell, và Stuart Wilson |
| Chỉ đạo nghệ thuật xuất sắc nhất - Lincoln – Rick Carter và Jim Erickson - Anna Karenina – Sarah Greenwood và Katie Spencer - The Hobbit: An Unexpected Journey – Dan Hennah, Ra Vincent, và Simon Bright - Les Misérables – Eve Stewart và Anna Lynch-Robinson - Life of Pi – David Gropman và Anna Pinnock | Quay phim xuất sắc nhất - Life of Pi – Claudio Miranda - Anna Karenina – Seamus McGarvey - Django Unchained – Robert Richardson - Lincoln – Janusz Kamiński - Skyfall – Roger Deakins |
| Hóa trang xuất sắc nhất - Les Misérables – Lisa Westcott and Julie Dartnell - Hitchcock – Howard Berger, Peter Montagna, và Martin Samuel - The Hobbit: An Unexpected Journey – Peter Swords King, Rick Findlater, và Tami Lane | Thiết kế trang phục xuất sắc nhất - Anna Karenina – Jacqueline Durran - Les Misérables – Paco Delgado - Lincoln – Joanna Johnston - Mirror Mirror – Eiko Ishioka - Snow White and the Huntsman – Colleen Atwood |
| Biên tập xuất sắc nhất - Argo – William Goldenberg - Life of Pi – Tim Squyres - Lincoln – Michael Kahn - Silver Linings Playbook – Jay Cassidy và Crispin Struthers - Zero Dark Thirty – Dylan Tichenor và William Goldenberg | Hiệu ứng xuất sắc nhất - Life of Pi – Bill Westenhofer, Guillaume Rocheron, Erik-Jan de Boer, và Donald R. Elliott - The Hobbit: An Unexpected Journey – Joe Letteri, Eric Saindon, David Clayton, và R. Christopher White - Marvel's The Avengers – Janek Sirrs, Jeff White, Guy Williams, và Dan Sudick - Prometheus – Richard Stammers, Trevor Wood, Charley Henley, và Martin Hill - Snow White and the Huntsman – Cedric Nicolas-Troyan, Philip Brennan, Neil Corbould, và Michael Dawson                                                                    |

## Phim với nhiều đề cử và đoạt nhiều giải thưởng
| 15 bộ phim sau đây nhận được nhiều đề cử: - 12 đề cử: Lincoln - 11 đề cử: Life of Pi - 8 đề cử: Les Misérables và Silver Linings Playbook - 7 đề cử: Argo - 5 đề cử: Amour, Django Unchained, Skyfall, và Zero Dark Thirty - 4 đề cử: Anna Karenina và Beasts of the Southern Wild - 3 đề cử: The Hobbit: An Unexpected Journey và The Master - 2 đề cử: Flight và Snow White and the Huntsman | 6 bộ phim sau đây đoạt được nhiều giải thưởng: - 4 giải: Life of Pi - 3 giải: Argo và Les Misérables - 2 giải: Django Unchained, Lincoln, and Skyfall |